# Santa Luce
Santa Luce är en ort och kommun i provinsen Pisa i regionen Toscana i Italien. Kommunen hade 1 638 invånare (2018).